# Йямсянкоски
Йя́мсянкоски (устар. Я́мсянкоски) (фин. Jämsänkoski) — район города Йямся, до 2009 года — отдельный город.
В 2008 году в городе проживало 7 351 человек, общая площадь составляла 448,56 км², из которой 252,73 км² — водное пространство. Плотность населения составляла 18,3 чел./км².